# جيمس إدموندز
جيمس إدموندز (بالإنجليزية: James Edmonds)‏ هو مجدف أمريكي، ولد في 4 يونيو 1938 في إلميرا في الولايات المتحدة.

## وصلات خارجية
- جيمس إدموندز على موقع الاتحاد الدولي للتجديف (الإنجليزية)
- جيمس إدموندز على موقع أوليمبيديا (الإنجليزية)